# I.A. 36 Cóndor
El I.A. 36 Cóndor fue un proyecto de una aeronave de transporte de pasajeros diseñado en Argentina por la Fábrica Militar de Aviones a principios de los años 1950. El proyecto fue cancelado por decisión del gobierno de Pedro Eugenio Aramburu en 1958.

## Historia
Los estudios del proyecto se iniciaron a fines de 1951 con un diseño de Kurt Tank a partir del que se construyó una maqueta escala 1:34 para el túnel de viento, y un modelo del fuselaje escala 1:1 en madera.

## Características
El proyecto contaba con cinco turbinas en conformación envolvente, turborreactores Rolls Royce "Nene II", aunque se preveía reemplazarlos por otros más livianos y potentes.
Podía albergar de 32 a 40 pasajeros y alcanzar una velocidad de 950 km/h (por esa década el avión inglés de Havilland Comet 3 desarrollaba 780 km/h).
El Cóndor tenía una envergadura de 34 m y, como el Pulqui II, poseía alas en flecha pronunciada beneficiando su rendimiento y economía en vuelo a altas velocidades, con un alcance estimado de 5000 km.

### Aeronaves similares
- Avro Jetliner
- Sud Aviation Caravelle
- de Havilland Comet
- Tupolev Tu-104
- ´Baade 152